# Мами Јамагучи
Мами Јамагучи (јап. 山口 麻美; 13. август 1986) бивша је јапанска фудбалерка.

## Репрезентација
За репрезентацију Јапана дебитовала је 2007. године. За тај тим одиграла је 18 утакмица и постигла је 8 голова.

## Статистика
| Јапан  | Јапан | Јапан |
| Год.   | Ута.  | Гол.  |
| ------ | ----- | ----- |
| 2007   | 1     | 0     |
| 2008   | 0     | 0     |
| 2009   | 1     | 1     |
| 2010   | 14    | 5     |
| 2011   | 2     | 2     |
| Укупно | 18    | 8     |